# Liala

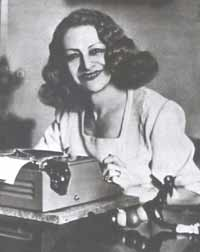
Liala

Amalia „Liana“ Giovanna Maria Negretti (Odescalchi), Ehename Cambiasi, alias Liala (* 31. März 1897 in Carate Lario, Provinz Como, Königreich Italien; † 15. April 1995 in Varese, Italienische Republik) war eine italienische Schriftstellerin, die zwischen 1931 und 1985 über 80 Liebesromane veröffentlichte. In diesem Genre gehört sie mit Carolina Invernizio (1851–1916) und Mura (1892–1940) zu den erfolgreichsten Autorinnen Italiens. Ihr Werk wird gemeinhin der Trivialliteratur zugerechnet.

## Leben
Amalia Negretti wurde am 31. März 1897 als Tochter eines Apothekers in Carate Lario (heute Carate Urio) am Comer See geboren. Über ihre Großmutter stammte sie vom Adelsgeschlecht der Odescalchi ab. Als sie zwei Jahre alt war, starb ihr Vater und sie verbrachte ihre Jugend als Halbwaise zwischen Como, wo sie das Gymnasium besuchte, und Carate. Sie begann ein Pharmaziestudium, brach es aber wieder ab, als sie 1919 den 17 Jahre älteren Marchese Pompeo Cambiasi, einen Kapitän der Königlichen Marine, heiratete. Mit ihm zog sie in das kleine Dorf Moneglia an der ligurischen Küste und begann hier gelegentlich zu schreiben. 1924 gebar sie ihre erste Tochter Primavera. Kurz danach verließ sie ihren Mann und ging eine Beziehung mit Vittorio Centurione Scotto ein, einem adligen Militärpiloten, der den Welthöhenrekord für Wasserflugzeuge hielt. Er verunglückte 1926 über dem Lago di Varese tödlich und Negretti kehrte zu ihrem Mann zurück. Für einen Literaturwettbewerb der genuesischen Tageszeitung Il Secolo XIX schrieb sie darauf die Erzählung Il diavolo in idrovolante („Der Teufel im Wasserflugzeug“), hatte damit aber noch keinen Erfolg. 1929 gebar sie ihre zweite Tochter Serenella. 1930 trennte sie sich endgültig von ihrem Ehemann und war fortan für 19 Jahre mit Pietro Sordi, einem Offizier der italienischen Luftwaffe, zusammen. In Italien war unter dem Einfluss der mächtigen katholischen Kirche bis 1970 keine Scheidung möglich und Liala versuchte vergeblich, bei der Römischen Rota eine Sondergenehmigung zu erhalten. Sordi musste 1932 aus dem Militär austreten, weil er mit einer getrennten Frau zusammenlebte.

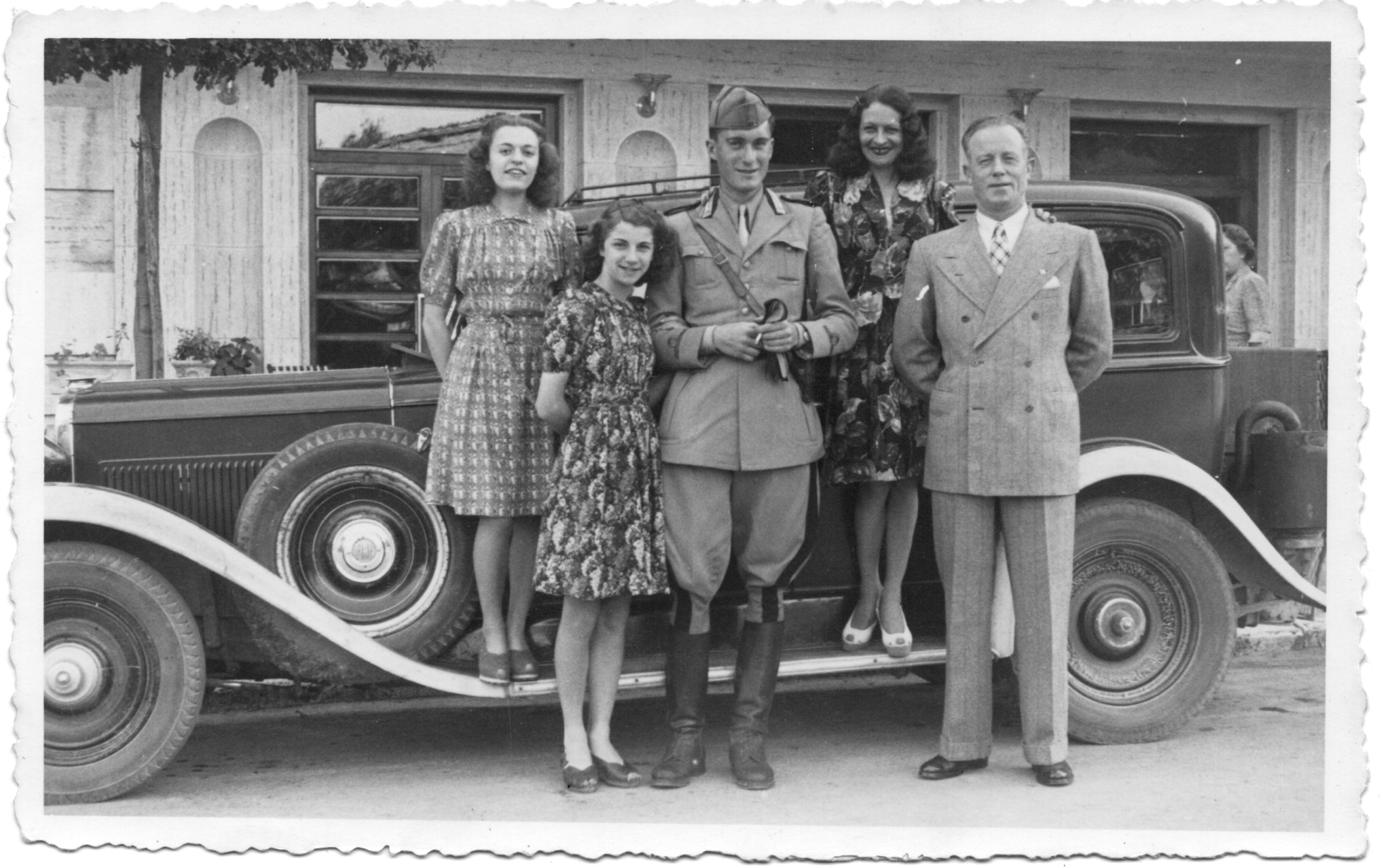
Liala (zweite von links) mit Pietro Sordi (rechts) und dessen Neffe Mario Pioli, links Lialas beide Töchter Primavera und Serenella, Juni 1943

1930 schrieb Liala ihren Debütroman Signorsì („Ja, Sir!“) Kurz vor dessen Erscheinen wurde sie am 13. Februar 1931 Gabriele D’Annunzio vorgestellt. Dieser schuf bei dem Treffen aus ihrem Spitznamen Liana das Pseudonym Liala, in dem er in Anbetracht ihrer Leidenschaft für das Fliegen das Wort ala „Flügel“ einbaute.
Der Roman erzählt von der tragischen Liebe des wagemutigen Fliegerasses Furio zur hartgeprüften Renata. Er war binnen weniger Tage ausverkauft. Der durchschlagende Erfolg animierte Liala zu einer Fortsetzung. Bis 1985 veröffentlichte sie über 80 Feuilletonromane und Erzählungen in diversen Frauenzeitschriften, zunächst bei Mondadori und Del Duca, nach dem Tod ihrer Konkurrentin Mura 1940 auch bei Rizzoli.
Liala war überzeugte Monarchistin und unterhielt ab 1946 eine Korrespondenz mit dem abgesetzten König Umberto II. 1949 trennte sie sich von Sordi, womit die Fliegerthematik aus ihren Romanen verschwand. Ab 1958 lebte sie zurückgezogen in einem Haus bei Varese. Ihr letzter zu ihren Lebzeiten veröffentlichter Roman Frantumi di arcobaleno („Regenbogenstücke“) erschien 1985, danach schrieb sie wegen eines Augenleidens nicht mehr. Sie starb 1995 hochbetagt, mit 98 Jahren, in Varese und wurde im kleinen Friedhof des Quartiers Velate bestattet.

## Rezeption
Die elitäre Kritik warf Liala Vielschreiberei vor und lehnte ihre Werke, die in Italien zum Synonym für trivialen Kitsch wurden, von Anfang an ab. So diffamierte der neoavantgardistische Gruppo 63 seine literarischen Gegner, publikumstaugliche Autoren wie Carlo Cassola oder Vasco Pratolini, als „Lialas“. Dessen ungeachtet gehörte Liala zu den meistgelesenen Autorinnen in Italien und wird von ihren treuen Leserinnen, den lialine, bis heute verehrt.
Ihre Romane zeichnen sich durch eine konservative Moral (oft sucht eine Frau den Schutz eines Mannes) und eine leicht verständliche Sprache aus, die mit einigen Archaismen und (in der Frühphase) Termini technici aus der Luftfahrt versetzt ist und einen Hang zu Absolutadjektiven zeigt. Die Sätze sind kurz und prägnant und in der Regel parataktisch gereiht. Inhaltlich sind die Romane unverfänglich. Geschichtliches oder Politisches wie der Faschismus wird in der Regel geflissentlich übergangen und höchstens oberflächlich gestreift.
Umberto Eco war 1979 Mitherausgeber eines Sammelbandes über die drei Autorinnen Carolina Invernizio, Matilde Serao und Liala. Er erwähnte Liala auch in seiner Nachschrift zum „Namen der Rose“ (1983) im berühmten Kapitel über die Postmoderne:
„Die postmoderne Haltung erscheint mir wie die eines Mannes, der eine kluge und sehr belesene Frau liebt und daher weiß, dass er ihr nicht sagen kann: ‚Ich liebe dich inniglich‘, weil er weiß, dass sie weiß (und dass sie weiß, dass er weiß), dass genau diese Worte schon, sagen wir, von Liala geschrieben worden sind. Es gibt jedoch eine Lösung. Er kann ihr sagen: ‚Wie jetzt Liala sagen würde: Ich liebe dich inniglich.‘“ – Umberto Eco, Nachschrift zum „Namen der Rose“
Seit den 1980er Jahren erschienen zunehmend biografische, literaturwissenschaftliche und linguistische Abhandlungen über Liala.

## Werke

### Romane (Auswahl)
- Signorsì („Ja, Sir!“), 1931
- Sette corna, 1934
- Sotto le stelle („Unter den Sternen“), 1941
- Donna Delizia („Frau Wonne“), 1944
- Il pianoro delle ginestre („Das Ginsterplateau“), 1944
- Il tempo dell’aurora („Die Zeit des Morgenrots“), 1944
- Trilogia di Lalla Acquaviva („Lalla Acquaviva-Trilogie“)
  - Dormire e non sognare („Schlafen und nicht träumen“), 1944
  - Lalla che torna („Lalla kehrt zurück“), 1945
  - Il velo sulla fronte („Der Schleier auf der Stirn“), 1946
- Trasparenze di pizzi antichi (1948)
- Ombre di fiori sul mio cammino („Blumenschatten auf meinem Weg“), 1950
- Amata („Geliebte“), 1951
- Soliloquio a mezza voce („Halblautes Selbstgespräch“), 1951
- Il peccato di Guenda („Guendas Sünde“), 1952
- La più cara sei tu („Du bist mir die Liebste“), 1952
- Vecchio smoking („Alter Smoking“), 1952
- Una lacrima nel pugno („Eine Träne in der Faust“), 1957
- Chiamami con un altro nome („Nenn mich bei einem anderen Namen“), 1958
- Belle nubi solitarie („Schöne einsame Wolken“), 1961
- Un abisso chiamato amore („Ein Abgrund namens Liebe“), 1963
- Riaccendi la tua lampada („Zünd deine Lampe wieder an“), 1964
- Non dimenticare Lietocolle („Vergiss Lietocolle nicht“), 1967
- Ritorna malinconia („Die Melancholie kommt wieder“), 1970
- Good-bye sirena („Good bye, Sirene“), 1975
- Frantumi di arcobaleno („Regenbogenstücke“), 1985

### Autobiografien
- Voci dal mio passato („Stimmen aus meiner Vergangenheit“), 1949
- Diario vagabondo („Vagabundentagebuch“), 1977